# Intelsat 801
Intelsat 801 ist ein Fernsehsatellit der International Telecommunication Satellite (Intelsat). Er wurde gebaut von der Firma Lockheed Martin, die Modellbezeichnung ist GE-7000. Seine angenommene Lebensdauer beträgt 13 Jahre.
Intelsat 801 wurde am 1. März 1997 mit der europäischen Trägerrakete Ariane vom Weltraumbahnhof Kourou in Französisch-Guayana ins All befördert.

## Empfang
Der Satellitenfunk kann in Europa, Afrika, Nord- und Südamerika sowie dem Nahen Osten empfangen werden.
Die Übertragung erfolgt im C- und Ku-Band.